# 2009 FNS歌謡祭
『2009 FNS歌謡祭』（2009 エフエヌエスかようさい）は、フジテレビ系列で2009年12月2日 19:00 - 23:18（JST）に生放送（テレビ大分では12月13日の13:00 - 17:20（JST）に放送）された通算38回目の『FNS歌謡祭』。

## 概要
今回のテーマは「奇跡のコラボレーション・奇跡のカバー曲」である。
SMAPの草彅剛が第36回（2007年）以来2年ぶりに司会に復帰（前回は放送日が北海道札幌市の札幌ドームで開催されたSMAPのコンサートと重なったため司会を外れた。SMAPとしては中継出演）。『FNS歌謡祭』における司会返り咲きは彼が初めて。
森高千里が第26回（1997年）以来12年ぶりの出演。
LOVE PSYCHEDELICOは生放送のテレビ番組に初出演となった。
常連だった浜崎あゆみ、Mr.Children、NEWSが出演しなかった（Mr.Childrenの不出演はライブツアー開催によるスケジュールの都合という）。また、WaTとしての出演はなかったが、小池徹平がゲストミュージシャンとして出演した。
平均視聴率は関東地区で18.5%と例年よりはやや低調だったが、関西地区25.6%、東海地区26.5%など他地区ではいずれも高視聴率を記録した（いずれもビデオリサーチ調べ）。
今回まで5年連続で司会を務めた黒木瞳は今回を最後に降板となった（第39回（2010年）は放送と同時期に愛知県名古屋市で自身の座長舞台が開催されたため司会を外れ、第40回（2011年）も起用されずそのまま降板となった）。

## 当日のステージ
SMAPがトップバッターで「そっと きゅっと」、大トリで「世界に一つだけの花」を披露。
活動休止に入る直前だった絢香（年内を以って活動休止に入った。2011年12月に活動再開）がトリから2番目の位置で「みんな空の下」を熱唱した。
前回のアラジン（羞恥心・Pabo）に続き、『クイズ!ヘキサゴンII』からつるの剛士とヘキサゴンオールスターズが出演。しかし、上地雄輔（ソロ歌手としての名義は「遊助」）は出演しなかった。同じくヘキサゴンオールスターズのメンバーとして「泣いてもいいですか」（披露曲）のレコーディングに参加した島田紳助、野久保直樹、misono、アンガールズ、中村仁美、牧原俊幸も出演しなかったが、「泣いてもいいですか」のレコーディングには非参加ながら『クイズ!ヘキサゴンII』の常連出演者の渡辺正行、ラサール石井、辻希美、RYOEI（同曲の作曲者で、レコーディングには指揮者として参加）が出演した。また、ヘキサゴンオールスターズのメンバーは歌唱時、この年7月に同番組を主体に放送された『FNS26時間テレビ』で用いられたTシャツを着用していた。
司会の黒木瞳と当時放送されていた関西テレビ制作のドラマ『Real Clothes』で共演していた能世三姉妹（香里奈、能世あんな、えれな）がゲスト出演。また、前回に引き続き小倉智昭も出演。
ジャニーズ事務所からはSMAP、TOKIO、V6、KinKi Kids、嵐、NYC boysの7組が出演した。

## 出演者

### 司会
- 黒木瞳
- 草彅剛（SMAP）

### 進行
- 川端健嗣（当時：フジテレビアナウンサー）
- 高島彩（同上）

### 出演アーティスト
- AI
- 青山テルマ
- Aqua Timez
- 絢香
- 嵐
- 稲垣潤一
- 岩崎宏美
- EXILE
- NYC boys
- 欧陽菲菲
- GIRL NEXT DOOR
- 甲斐よしひろ
- KinKi Kids
- 倖田來未
- 郷ひろみ
- コブクロ
- JUJU with JAY'ED
- Superfly
- SPEED
- SMAP
- つるの剛士
- 東方神起
- TOKIO
- 德永英明
- NOKKO
- BIGBANG
- 一青窈
- 平井堅
- 広瀬香美
- V6
- ヘキサゴンオールスターズ
- 槇原敬之
- 森高千里
- ゆず
- LINDBERG
- LOVE PSYCHEDELICO
- レミオロメン

太文字は当年のNHK『第60回NHK紅白歌合戦』にも出場した歌手である。

### ゲストミュージシャン
小池徹平、小林武史、小倉博和、coba、村治佳織、宮本笑里、alan、蔦谷好位置、VOICE OF JAPAN

### 音楽・演奏
- 武部聡志音楽団

## セットリスト
| 順番 | アーティスト                            | 楽曲                                                   |
| ---- | --------------------------------------- | ------------------------------------------------------ |
| 1    | SMAP                                    | そっときゅっと                                         |
| 2    | 德永英明×小池徹平                       | Hello (德永英明)                                       |
| 3    | GIRL NEXT DOOR                          | Infinity                                               |
| 4    | 青山テルマ×村治佳織                     | 忘れないよ (青山テルマ)                                |
| 5    | 岩崎宏美×一青窈                         | 思秋期 (1977/岩崎宏美)                                 |
| 6    | 欧陽菲菲×つるの剛士                     | ラヴ・イズ・オーヴァー (1979/欧陽菲菲)                 |
| 7    | レミオロメン                            | Sakura                                                 |
| 8    | KinKi Kids                              | スワンソング                                           |
| 9    | BIGBANG                                 | 声をきかせて                                           |
| 10   | NYC boys                                | NYC                                                    |
| 11   | 郷ひろみ                                | 男願Groove!                                            |
| 12   | 槇原敬之×嵐×coba×小倉博和               | 冬がはじまるよ (1991/槇原敬之)                         |
| 13   | 槇原敬之×青山テルマ×JUJU×SPEED×小倉博和 | 北風 〜君にとどきますように〜 (1992/槇原敬之)          |
| 14   | 槇原敬之×SPEED×ヘキサゴン女子           | 私がオバさんになっても (1992/森高千里)                 |
| 15   | SPEED×ヘキサゴン女子                    | 17才 (1989/南沙織)                                     |
| 16   | 森高千里                                | 渡良瀬橋 (1993)                                        |
| 17   | コブクロ                                | STAY                                                   |
| 18   | Superfly                                | Alright!!                                              |
| 19   | LINDBERG                                | 今すぐKiss Me (1990)                                   |
| 20   | NOKKO                                   | フレンズ (1985/レベッカ)                               |
| 21   | V6                                      | GUILTY                                                 |
| 22   | TOKIO                                   | 太陽と砂漠のバラ                                       |
| 23   | 平井堅×絢香                             | Love Love Love (1998/平井堅)                           |
| 24   | AI×ATSUSHI(EXILE)                       | Story (2005/AI)                                        |
| 25   | JUJU×德永英明                           | やさしさで溢れるように (JUJU)                          |
| 26   | 甲斐よしひろ×長瀬智也(TOKIO)×alan       | 安奈 (1979/甲斐バンド)                                 |
| 27   | SPEED×coba                              | White Love (1997/SPEED)                                |
| 28   | 稲垣潤一×広瀬香美                       | クリスマスキャロルの頃には (1992/稲垣潤一)             |
| 29   | EXILE                                   | Lovers Again (2007)                                    |
| 30   | LOVE PSYCHEDELICO                       | HAPPY XMAS (1971/ジョン・レノン)                       |
| 31   | 倖田來未                                | Lick me                                                |
| 32   | Aqua Timez                              | 決意の朝に (2006)                                      |
| 33   | 森高千里×稲垣潤一                       | 雨 (1990/森高千里)                                     |
| 34   | ヘキサゴンオールスターズ                | 泣いてもいいですか (フレンズ&ヘキサゴンオールスターズ) |
| 35   | 德永英明×東方神起×宮本笑里              | Rainy Blue (1986/德永英明)                             |
| 36   | 東方神起                                | Stand by U                                             |
| 37   | EXILE                                   | ふたつの唇                                             |
| 38   | 嵐                                      | 明日の記憶                                             |
| 39   | コブクロ                                | I LOVE YOU (1991/尾崎豊)                               |
| 40   | 倖田來未                                | いい日旅立ち (1978/山口百恵)                           |
| 41   | 平井堅                                  | 僕は君に恋をする                                       |
| 42   | 一青窈×小林武史                         | うんと幸せ (一青窈)                                    |
| 43   | ゆず                                    | 虹                                                     |
| 44   | JUJU with JAY'ED×村治佳織×宮本笑里      | 明日がくるなら (JUJU with JAY'ED)                      |
| 45   | 絢香                                    | みんな空の下                                           |
| 46   | SMAP×小倉博和×宮本笑里                  | 世界に一つだけの花 (2003/SMAP)                         |

## スタッフ
- 制作：港浩一
- 構成：山内浩嗣
- 音楽：武部聡志
- 美術プロデューサー：井上幸夫、大坊雄二
- デザイン：越野幸栄
- 美術進行：楫野淳司、鈴木真吾、内山高太郎
- 大道具：引馬幹晴、山井勝人、篠本匡介
- アートフレーム：三浦文裕
- 電飾：渡辺信一、齋藤誠二
- アクリル装飾：渋谷哲也、土屋祥太
- 特殊装置：樋口真樹
- 視覚効果：小熊雅樹
- 生け花装飾：長崎由利子
- メイク：久保田裕子
- 楽器：島津哲也（サンフォニックス）
- LED：宇佐美良
- TD：児玉洋
- SW：障子川雅則
- カメラ：米山和孝
- 音声：太田宗孝
- 映像：佐藤順一
- 照明デザイン：植松晃一
- 照明：安達浩也（PRGアジア）、中村貞敏（FLT）
- PA：松田勝治（サンフォニックス）、中村祐介（共立）、鈴木俊輔（田中電設）
- クレーン：明光セレクト、ダブルビジョン、三和プロライト、レントアクト昭特、SIS
- 音響効果：中田圭三・若月正幸（4-Legs）
- 編集：与那嶺涼・平原卓治（IMAGICA）
- MA：石川英男（IMAGICA）
- CG：松本幸也（orb）、古畑志展（MEDIACO）、渡辺之雄
- 音楽コーディネート：吉田奈生、長尾綾子
- 広報：鈴木麻衣子
- TK：石原由季、平野美紀子
- ディレクター：塩谷亮、萬匠祐基／仮屋隆典、井ノ上龍登
- アシスタントプロデューサー：宇賀神裕子、加藤万貴、後藤夏美
- フロアディレクター：浜崎綾
- プロデューサー：佐々木将、石川綾一
- チーフプロデューサー：きくち伸
- 演出：板谷栄司
- 技術協力：八峯テレビ、共同テレビジョン、サンフォニックス、共立、ゼネラル通商、FLT、PRGアジア、三穂電機
- 協力：グランドプリンスホテル新高輪、ハーフトーンミュージック、イースト、CELL（現:ドワンゴコンテンツ）
- 制作：フジテレビバラエティ制作センター / 音組
- 制作著作：フジテレビ